# Montalbán (Venezuela)
Montalbán is een gemeente in de Venezolaanse staat Carabobo. De gemeente telt 26.400 inwoners. De hoofdplaats is Montalbán.